# Zażółkiew (gromada)
Zażółkiew (od 29 III 1960 Rońsko kolonia) – dawna gromada, czyli najmniejsza jednostka podziału terytorialnego Polskiej Rzeczypospolitej Ludowej w latach 1954–1972.
Gromady, z gromadzkimi radami narodowymi (GRN) jako organami władzy najniższego stopnia na wsi, funkcjonowały od reformy reorganizującej administrację wiejską przeprowadzonej jesienią 1954 do momentu ich zniesienia z dniem 1 stycznia 1973, tym samym wypierając organizację gminną w latach 1954–1972.
Gromadę Zażółkiew siedzibą GRN w Zażółkwi utworzono 1 stycznia 1960 w powiecie krasnostawskim w woj. lubelskim z obszarów zniesionych gromad Rońsko i Niemienice w tymże powiecie.
29 marca 1960 gromadę Zażółkiew zniesiono przez przeniesienie siedziby GRN z Zażółkwi do kol. Rońsko i zmianę nazwy jednostki na gromada Rońsko kolonia. Gromada przetrwała zaledwie niecałe trzy miesiące.